# منال (بازیکن فوتبال، زاده ۱۹۷۳)
منال (انگلیسی: Manel؛ زادهٔ ۳ نوامبر ۱۹۷۳) بازیکن فوتبال اهل اسپانیا است.
از باشگاه‌هایی که در آن بازی کرده‌است می‌توان به باشگاه فوتبال اسپانیول و باشگاه فوتبال اسپورتینگ خیخون اشاره کرد.